# Володин, Николай Николаевич (лётчик)
Никола́й Никола́евич Воло́дин (28 июля 1977, село Большая Елань, Пензенская область — 31 августа 2002, близ селения Бешил-Ирзу, Ножай-Юртовский район, Чеченская Республика) — российский военный лётчик, капитан, Герой России.

## Биография
Окончил Сызранское высшее военное авиационное училище лётчиков (1999).
Служил в авиационном вертолётном полку Северо-кавказского военного округа, (г. Будённовск, Ставропольский край).
Командовал экипажем ударного вертолёта Ми-24.
В июле-августе 2002 года — командир звена 487-го отдельного вертолётного авиационного полка боевого управления 58-й армии Северо-Кавказского военного округа.
Погиб в ходе боевых действий в Чеченской республике, когда его вертолёт был сбит ракетой ПЗРК «Игла».
Указом Президента Российской Федерации от 2 марта 2004 года капитану Володину присвоено звание «Герой Российской Федерации» (посмертно).
Награждён двумя орденами Мужества (2000; 2002), медалью «За отвагу» (2000) и медалью Нестерова (1999).
Похоронен в родном селе.

## Увековечение памяти

Памятник Николаю Володину в селе Большая Елань Пензенского района

Именем Николая Володина названа средняя школа в селе Большая Елань Пензенского района Пензенской области, в которой он учился в 1984—1994 гг.
На здании школы 25 мая 2003 года была установлена мемориальная доска. В школьном музее действует экспозиция, посвящённая капитану Володину.
В Большой Елани в 2008 году также создан памятник герою-односельчанину — стела с барельефами (скульптор Н.Н. Федунов).
```
 Именем Николая Володина, назван речной сухогруз , проекта 431 , " Герой Володин".
```